# 생방송 뉴스 따라잡기
생방송 뉴스 따라잡기는 SBS의 보도프로그램이다.

## 출연자
- 정일성
- 배유정
- 김병후